# Арэль, Шауль
Шауль Арэль (ивр. שאול הראל) — израильский невропатолог, учёный, профессор Тель-Авивского Университета. Основатель и председатель Израильского Общества детских невропатологов. В прошлом президент Международной Ассоциации детских невропатологов.

## Биография
Родился в 1937 году под именем Чарли Гильсберг в семье польских евреев Моше и Парле в Бельгии. В возрасте 5 лет родители отдали его вместе с сестрой под опеку бельгийского подполья, где до конца Второй мировой войны Шауль Арэль скрывался в разных уголках Брюсселя. Родители и родной брат Арэля погибли в Освенциме.
В 1949 году Шауль Арель репатриировался в Израиль по программе молодёжная алия.
В 1966 году окончил медицинский факультет Иерусалимского университета, получив в 1971 году степень специалиста по неврологии.
В 1971 по 1975 гг. проходил специализации по неврологии в Калифорнийском Университете в Лос-Анджелесе, и Университете Вандербильта в Нэшвилле, США.
За научные исследования в области детской неврологии и развития ребёнка Арэль получил кандидатскую степень и учёное звание доцента.
С 1993 года является профессором на кафедре медицины Тель-Авивского Университета.
1975—2008 гг. — заведующий отделением неврологии и центра развития ребёнка в медицинском центре имени Сураски (госпиталь Ихилов). С 2008 года ведет частную практику в клинике «Топ Клиник» на территории Ихилов.
В 2001 году удостоен премии Министерства здравоохранения Израиля за выдающиеся заслуги и вклад в медицину. Занимал должность президента международной ассоциации детских невропатологов. (International Child Neurology Association), основатель и председатель израильского общества детских невропатологов.
В 2009 году вышел документальный фильм «Дети без тени». (ивр. «ילדים ללא צל», фр. «Les Enfants sans Ombre»), повествующий о жизни Шауля Арэля.